# 北海道整形外科記念病院
北海道整形外科記念病院（ほっかいどうせいけいげかきねんびょういん）は、北海道札幌市豊平区平岸にある民間病院。整形外科を中心とした豊平区の二次救急機関の一つでもあるほか、スポーツ専門外来も重点化している。

## 沿革
- 1978年（昭和53年）　整形外科単科（整形外科・麻酔科・理学診療科：一般病棟225床）の大型専門病院として開院[1]。
- 1990年（平成02年）　医療法人化となり、医療法人北海道整形外科記念病院となる[1]。
- 1995年（平成07年）　手術室・5病棟・駐車場　増築工事開始
- 1996年（平成08年)　診療科名変更　整形外科・リウマチ科（新設）・麻酔科・リハビリテーション科
- 1999年（平成11年）　許可病床数変更　一般病棟165床・療養型病床60床
- 2007年（平成19年）　許可病床数変更　一般病棟205床・亜急性期20床
- 2008年（平成20年）　新病院建築工事開始
- 2009年（平成21年）　オーダーリングシステム導入。許可病床数変更　一般病棟203床・亜急性期22床
- 2010年（平成22年）　新病院完成。診断分類包括評価 (DPC)対象病院に認定される
- 2012年（平成24年）　院内保育園「きねん保育園」開園設[1]
- 2014年（平成26年）　許可病床数変更　一般病棟225床
- 2018年（平成30年）　北海道整形外科記念病院附属JRタワークリニック開院

## アクセス・駐車場
羊ケ丘通、北海道道453号西野白石線沿いに位置している。
- 札幌市営地下鉄南北線南平岸駅から徒歩約15分
- 北海道中央バス（平50・南71）「平岸7条14丁目」バス停下車
- 駐車場：110台